# 劉藝 (導演)
劉藝（1930年2月24日—1990年3月6日），原名劉嘉祿，台灣電影導演、編導、影評人和作家。原籍山東，1950年移居台灣。政治作戰學校影劇系畢業。1966年亞洲影展以《啞女情深》獲最佳編劇獎。1975年第12屆金馬獎獲最佳導演獎。1976年第13屆金馬獎獲最佳紀錄片策畫獎。

## 導演
- 1963	《薇薇的週記》
- 1965	《農機花木蘭》
- 1967	《月滿西樓》
- 1967	《水力發電在台灣》（紀錄片）
- 1969	《中影簡介》（紀錄片）
- 1970	《葡萄成熟時》
- 1971	《琴韻心聲》
- 1971	《還君明珠雙淚垂》
- 1972	《莊敬自強》（紀錄片）
- 1973	《中國國民黨簡介》（紀錄片）
- 1974	《長情萬縷》
- 1975	《戰地英豪》
- 1976	《清明上河圖》 （紀錄片）
- 1977	《法網追蹤》
- 1978	《中國古典繪畫》 （紀錄片）
- 1979	《出警入蹕圖》 （紀錄片）